# Paradiso - Canto trentunesimo

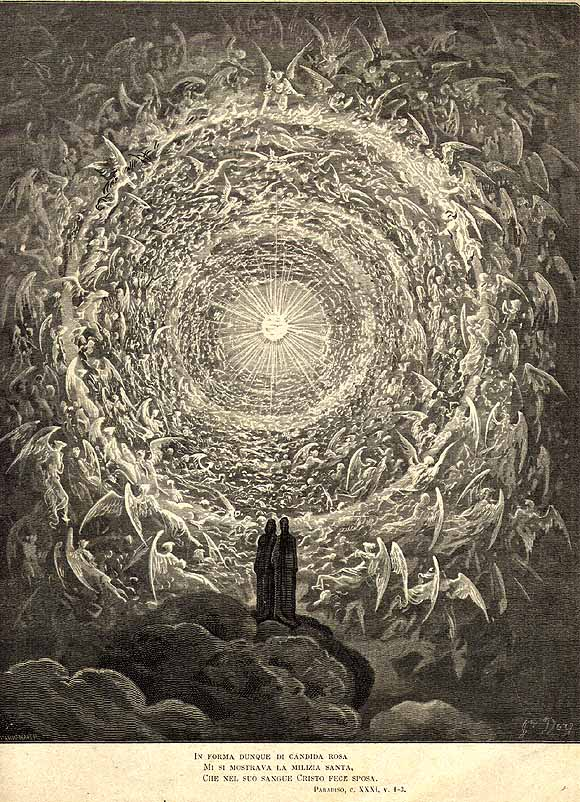
Paradiso canto XXXI, illustrazione di Gustave Doré

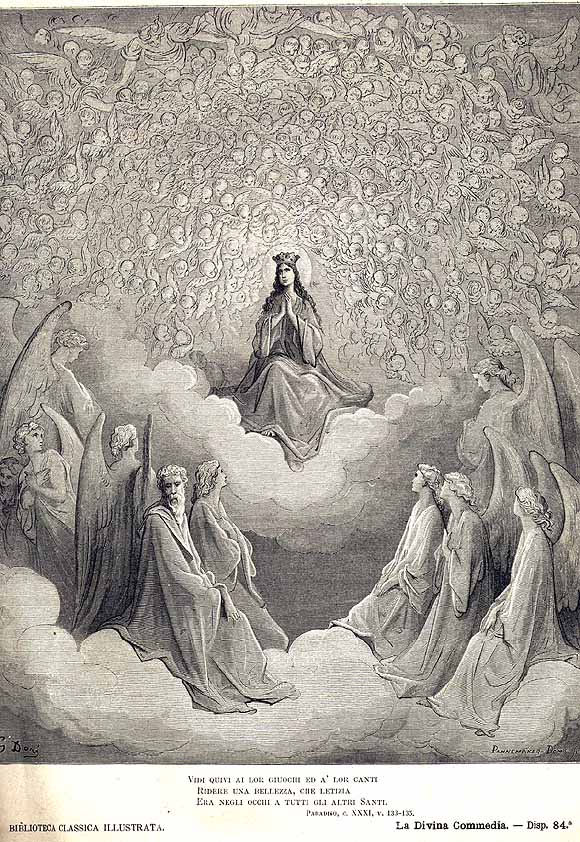
La Madonna, illustrazione di Gustave Doré

Il canto trentunesimo del Paradiso di Dante Alighieri si svolge nell'Empireo, ove risiedono Dio, gli angeli e tutti i beati; siamo nella notte del 14 aprile 1300, o secondo altri commentatori del 31 marzo 1300.
In questo canto Dante si accorge improvvisamente che Beatrice non è più con lui: è salita a prendere il proprio posto nella "Rosa dei Beati". Dante la vede ormai lontana e le rivolge le sue ultime parole non in forma di amoroso addio, ma di preghiera. La ringrazia come si ringrazia una Santa per averlo salvato, riconoscendo a lei il merito di tutto ciò che ha visto e appreso nel suo viaggio; l’ultima grazia che le chiede è di conservare sana la sua anima per il tempo che gli rimane da vivere.

## Incipit
(Anonimo commentatore dantesco del XIV secolo)

## Temi e contenuti

### La candida rosa - versi 1-24
I beati, che Cristo ha redento col suo sangue, si mostrano a Dante in forma di candida rosa; gli Angeli cantano la gloria e la bontà di Dio. Come uno sciame di api che ora si posa sui fiori e ora ritorna all'alveare, dove il frutto della sua fatica si converte in miele, gli angeli scendono volando verso i beati e quindi risalgono verso Dio. 
Ci troviamo nell'Empireo, sede di Dio e degli Angeli e vera sede dei beati i quali, come Beatrice ha spiegato nel canto quarto del Paradiso (vv. 28-63), sono apparsi finora a Dante distribuiti nei diversi cieli al fine di mettere in evidenza il loro diverso grado di beatitudine, e quindi per un motivo simbolico e didascalico. 
Gli angeli hanno volti di fiamma e ali d'oro mentre il resto è bianchissimo: comunicano ai beati la pace e l'ardore che hanno attinto presso Dio. Lo spazio tra i banchi dei beati e ciò che si trova al di sopra, dov'è Dio, è tutto pieno di angeli ma essi, per fitti che siano, non impediscono ai beati la vista diretta di Dio, giacché nulla può ostacolare la luce divina.

### Stupore di Dante - vv. 25-51
L'Empireo, popolato dai beati del Vecchio e del Nuovo Testamento, volge a Dio, come al suo unico fine, gli sguardi e gli animi; Dante invoca allora Dio perché guardi quaggiù alla nostra procella, alle tempeste della nostra vita mortale. Se i barbari, venuti dal Settentrione, restano stupefatti al cospetto di Roma, quale non doveva essere lo stupore di chi, come Dante, era venuto dall'umano al divino, dal tempo all'eterno, dalla corrotta Firenze al popolo giusto e sano dei beati.  Simile a un pellegrino che contempla le bellezze del tempio che aveva fatto voto di visitare, Dante guarda, portando i suoi occhi per i gradini della candida rosa, in alto in basso in circolo e non vede che visi che ispirano, persuadono amore (Vedëa visi a carità süadi), e atti dignitosi e nobili.

### San Bernardo - vv. 52-78
Si rinnova la situazione del Paradiso terrestre: Dante ha già contemplato la forma general di Paradiso e si rivolge verso Beatrice per chiarire alcuni dubbi, ma la donna è scomparsa come aveva fatto Virgilio alla fine del Purgatorio. Al posto di Beatrice un vecchio, vestito di bianco come le genti gloriose, in atteggiamento benigno e affettuoso come si conviene a un padre amorevole. Alla richiesta di Dante (Ov'è ella?) il vecchio risponde che Beatrice ha mosso lui dal suo seggio perché guidi il poeta al termine del suo viaggio; ora Beatrice è tornata al suo posto, nel terzo giro a cominciare dall'alto: lassù Dante la vede coronata dai raggi divini che in lei si riflettono. E sebbene egli sia tanto lontano da lei quanto neppure il più profondo abisso del mare è lontano dalla parte più alta dell'atmosfera, dove si formano i tuoni, Dante può vederla perfettamente perché nell'Empireo nessuna massa fluida materiale si interpone.

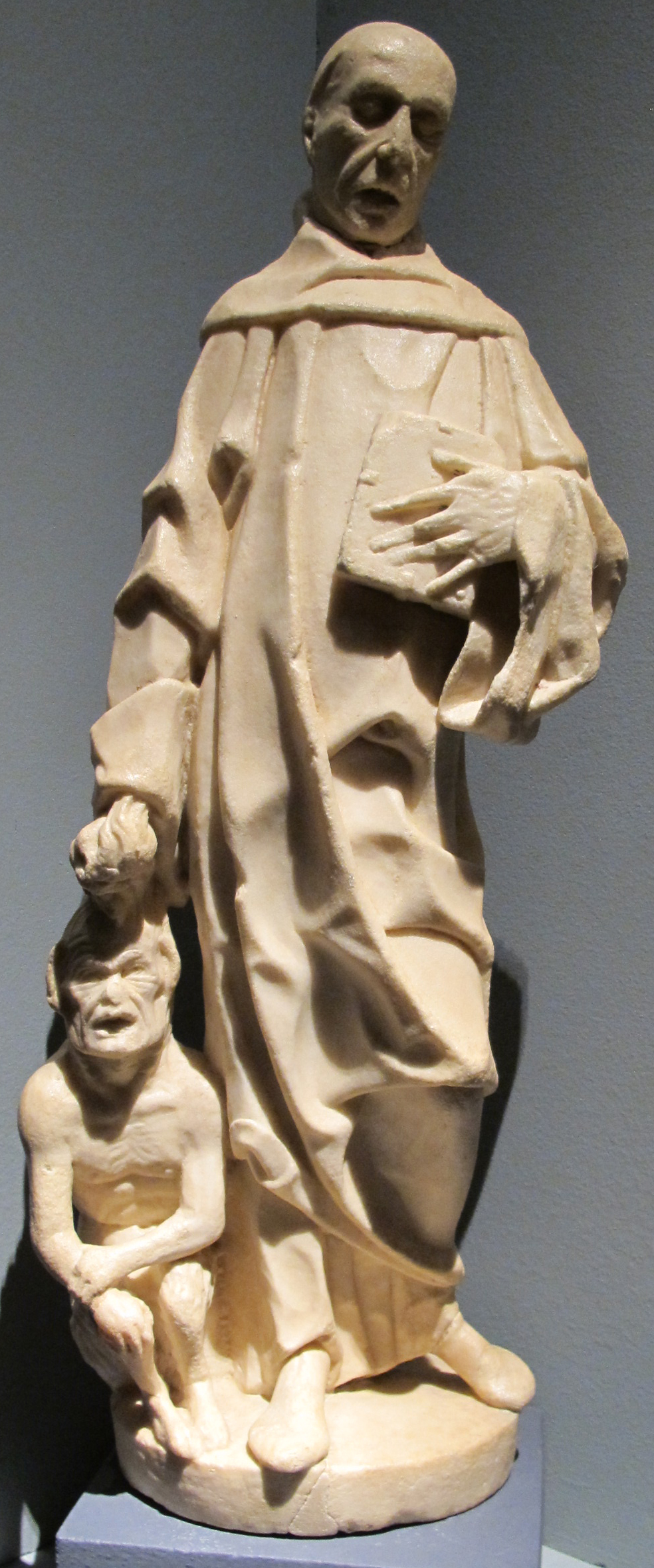
Giovanni Antonio Amadeo, San Bernardo di Chiaravalle (circa 1500), collezione privata

### Ringraziamento a Beatrice - vv. 79-93
"O Donna in cui sempre trova forza la mia speranza - prega Dante - che ti sei degnata di scendere al Limbo per salvarmi, dalla tua potenza e dalla tua bontà riconosco la possibilità di vedere tutto ciò che ho visto. Tu dalla servitù del peccato mi hai tratto alla libertà, con tutti i mezzi in tuo potere: mantieni anche per il resto della mia vita la generosità che hai avuto e hai verso di me, sì che l'anima, redenta dal peccato, esca dal corpo in stato di grazia". A queste parole Beatrice lo guarda con un sorriso, poi si volge di nuovo a Dio.

### Trionfo della Vergine - vv. 94-142
Il vecchio ora esorta Dante, per compiere il suo viaggio, a percorrere con lo sguardo il giardino dei beati per fortificare la vista e sostenere la visione di Dio. Dopo avere assicurato il Poeta che la Vergine, per cui il santo arde tutto d'amore, farà loro ogni grazia,  il vecchio si manifesta come San Bernardo. Dante contempla il volto del famoso santo; simile a un pellegrino che venga da assai lontano, forse dalla Croazia, per vedere in San Pietro a Roma il velo della Veronica, che è la sembianza di Cristo nel panno nel quale egli si asciugò il volto. Infine Bernardo lo invita a non guardare solo i gradi inferiori della Rosa ma a rivolgere lo sguardo al sommo dove siede la Regina del Cielo. Dante leva gli occhi e vede un punto del sommo grado vincere gli altri per luminosità: risplende lì la luce di Maria, con intorno più di mille angeli festanti. Una bellezza che Dante non osa tentare di descrivere nemmeno in minima parte. San Bernardo rivolge anch'egli ad essa lo sguardo, con tanto affetto che accresce nel Poeta il desiderio di contemplare la Regina del Cielo.

## Analisi
Il canto è caratterizzato da una prevalenza di descrizione; contemplativo è lo sguardo di Dante che esplora l'infinito digradare dei petali della candida rosa, accompagna il muoversi degli angeli, ne scopre i colori, vede il diffondersi da un seggio all'altro della pace e dell’ardore, nell'armonioso e unanime rivolgersi di tutti i beati (del Vecchio e del Nuovo Testamento) ad un unico obiettivo, cioè Dio. Dalla contemplazione di tanta beatitudine scaturisce in Dante-poeta l'invocazione alla Trinità perché rivolga il suo sguardo alla nostra procella, ovvero alla vita tormentata degli uomini quaggiù sulla Terra. All'invocazione segue una similitudine nella quale Dante rappresenta il suo stupore. La distanza fra il mondo conosciuto dai barbari del Nord e lo splendore di Roma è ben poca rispetto a quella compiuta dal viaggiatore oltremondano: dall'umano al divino, dal tempo all'eternità e - qui sta il culmine - da Firenze (luogo di iniquità) a un popol giusto e sano (v.39).

Dopo un'altra breve similitudine, ritornano elementi di descrizione, volti all'interiorità manifestata dai volti: carità, gioia, dignità. A questo punto, come tante altre volte, Dante si volge spontaneamente a Beatrice per porle le molte domande che si affollano nella sua mente. Al posto di lei c'è un vegliardo, pieno di decoro e amorevolezza, che gli indica Beatrice in alto, nel terzo giro, nel seggio assegnatole per i suoi meriti. L'infinita distanza non impedisce a Dante di vederla, tutta risplendente dei raggi della divinità. A lei si rivolge con una preghiera, nella quale esprime prima di tutto gratitudine per l'aiuto che ella gli ha dato, da quando ha posto piede nell'Inferno (Inf. II, 58-74) a tutti i momenti e i modi nei quali è intervenuta per trarlo di servo a libertate (v.85). Ma la vita di Dante non è ancora terminata, egli dovrà tornare sulla Terra: prega perciò Beatrice perché lo aiuti a custodire in sé il frutto di tanti doni fino a morire in grazia di Dio.

Dalla sua lontananza, Beatrice risponde con un sorriso e uno sguardo prima di rivolgersi nuovamente alla contemplazione di Dio. Al congedo da Beatrice, che si è svolto quindi nel segno di una invocazione religiosa, subito seguono le parole del vegliardo, che invita il pellegrino a continuare la sua contemplazione del giardino, perché più lo guarderà più la sua capacità visiva si rafforzerà, per poter vedere direttamente Dio. A ciò darà aiuto la Vergine Maria di cui egli è il devoto monaco Bernardo di Chiaravalle.
Ancora una similitudine (che ha in comune con le due precedenti il tema del venire da terre lontane a contemplare in Roma i simboli della religione cristiana) illustra l'amorosa ammirazione di Dante verso il volto pieno di carità del vecchio. Bernardo invita quindi Dante a levare lo sguardo fino al cerchio più lontano e più alto, dove si trova Maria. Il pellegrino risale con lo sguardo e vede al sommo un punto più splendente di ogni altro, come il punto del cielo dove sta sorgendo il sole. Tutto intorno, innumerevoli angeli ai cui canti e movimenti ride una bellezza indicibile.

Con l'ineffabile manifestazione di colei che non può essere descritta, si conclude questo canto, nel quale è evidente la tensione espressiva del poeta di fronte al compito di descrivere il mondo oltremondano nella pienezza della sua gloria. Tale impegno espressivo si rivela, oltre che nelle numerose similitudini già citate e in svariati altri paragoni, nel richiamo a figure ed episodi mitologici e nell'adozione di figure retoriche di particolare evidenza: l'iterazione completata da chiasmo ai vv.37-39, l'anafora vid'io...Vidi (vv.131-133). Quest'ultima figura in certo modo sintetizza e conclude la presenza ripetuta e frequente di parole relative all'area del vedere/guardare, collegate alla natura descrittiva e contemplativa del canto. 

D'altra parte, non si può trascurare che in questo canto giungono a compimento linee tematiche e narrative di estrema importanza in tutto il poema: il percorso dal peccato alla salvezza (vv.37-39), l'aiuto determinante di Beatrice (vv.79-88), la presenza necessaria di una guida (v.55-60), la bellezza indicibile, superiore alle capacità umane di ricordare e di esprimere (vv. 136-138). Proprio quest'ultimo tema (l'ineffabilità) diverrà motivo conduttore nei due canti successivi, in cui i richiami al mondo terreno (qui simboleggiato ancora una volta da "Fiorenza") sono ormai lontani.